# Луна (космическая программа)
«Луна» — серия советских и российских автоматических межпланетных станций для изучения Луны и космического пространства. В серии аппаратов «Луна» объединены несколько советских и российских программ по исследованию Луны.
Запуск АМС советской серии «Луна» проводился с 1958 по 1976 год, все запуски (16 удачных и 17 неудачных) осуществлялись с космодрома Байконур. В 1977 году программа была свёрнута — отменён 34-й запуск (с «Луноходом-3» на борту).
В честь этой серии в 2023 году Международным астрономическим союзом была названа линия на Плутоне — Luna Linea.
Российская лунная программа возобновила запуски АМС серии «Луна» с 2023 года. Пуски планируется осуществлять как с космодрома Байконур, так и с космодрома «Восточный». Первый запуск АМС «Луна-25» состоялся 11 августа 2023 года.

## Программы, входящие в серию «Луна»

### Е-1, Е-1А: Столкновение с поверхностью Луны
Для задачи прямого попадания в Луну в 1950-х годах в ОКБ-1 были спроектированы и сконструированы 7 аппаратов серии Е-1. АМС отправлялись на Луну без выхода на переходную орбиту. Циклограммы первых четырёх аппаратов при коррекции траектории не учитывали время прохождения сигнала от командного пункта до станции, из-за чего «Луна-1» прошла на расстоянии около 6 тыс. км от Луны. В последующих аппаратах эта ошибка была устранена, и станции получили обозначение Е-1А.
Среди научных достижений аппаратов Е-1:
- Регистрация внешних радиационных поясов.
- Проведение прямых измерений солнечного ветра.
- Создание искусственной кометы из натрия.
- Опровержение наличия у Луны магнитного поля.

| Название          | Дата запуска                     | Стартовая площадка | Ракета-носитель | NSSDC ID  | SCN   | Статус             | Примечания |
| ----------------- | -------------------------------- | ------------------ | --------------- | --------- | ----- | ------------------ | --- |
| Е-1 № 1           | 23.09.1958                       | Байконур 1/5       | 8К72            |           |       | не вышел на орбиту | АМС утеряна из-за аварии ракеты-носителя. |
| Е-1 № 2           | 11.10.1958                       | Байконур 1/5       | 8К72 №Б1-4      |           |       | не вышел на орбиту | АМС утеряна из-за аварии ракеты-носителя. |
| Е-1 № 3           | 04.12.1958                       | Байконур 1/5       | 8К72            |           |       | не вышел на орбиту | АМС утеряна из-за аварии ракеты-носителя. |
| Луна-1 (Е-1 № 4)  | 02.01.1959                       | Байконур 1/5       | 8К72            | 1959-012A | 00112 | частичный успех    | Из-за ошибки проектирования станция не достигла поверхности Луны и миновала её, став искусственным спутником Солнца. Впервые достигнута вторая космическая скорость. |
| Е-1А № 5          | 18.06.1959                       | Байконур 1/5       | 8К72            |           |       | не вышел на орбиту | АМС утеряна из-за аварии ракеты-носителя. |
| Е-1А № 6          | 06.09.1959 08.09.1959 09.09.1959 | Байконур 1/5       | 8К72            |           |       | не запускался      | Произошло три отмены запуска, полет так и не состоялся |
| Луна-2 (Е-1А № 7) | 12.09.1959                       | Байконур 1/5       | 8К72 № 43-7     | 1959-014A | 00114 | успех              | Миссия успешно выполнена 14 сентября 1959 года. |

### Е-2А, Е-3: Фотографирование обратной стороны Луны
С Земли доступно для наблюдения лишь 60 % лунной поверхности. Для того, чтобы изучить оставшиеся 40 % поверхности ОКБ-1 были произведены и запущены АМС. Аппараты Е-2А предназначались для перпендикулярной съёмки лунной поверхности и использовали фотосистему «Енисей-2». Аппараты Е-3 — для съёмки под углом, что позволило бы детальнее изучить особенности лунного рельефа. Первый же запуск аппаратов данной серии оказался успешным: АМС Луна-3, совершив пролёт над обратной стороной Луны и впервые выполнив гравитационный манёвр, отправила на Землю изображения ранее неизвестной человечеству области Луны. Однако остальные станции серии Е-3 были утеряны из-за аварий ракет-носителей.
| Название          | Дата запуска | Стартовая площадка | Ракета-носитель | NSSDC ID  | SCN   | Статус                                    | Примечания                                     |
| ----------------- | ------------ | ------------------ | --------------- | --------- | ----- | ----------------------------------------- | ---------------------------------------------- |
| Луна-3 (Е-2А № 1) | 04.10.1959   | Байконур 1/5       | 8К72 № Л1-8     | 1959-008A | 00021 | Миссия успешно выполнена.                 | Впервые был осуществлён гравитационный манёвр. |
| Е-3 № 1           | 15.04.1960   | Байконур 1/5       | 8К72 № Л1-9     |           |       | АМС утеряна из-за аварии ракеты-носителя. |                                                |
| Е-3 № 2           | 19.04.1960   | Байконур 1/5       | 8К72 № Л1-9А    |           |       | АМС утеряна из-за аварии ракеты-носителя. |                                                |

### Е-6, Е-6М: Мягкая посадка на Луну
Новый шаг в изучении Луны — мягкая посадка на её поверхность. Освоение этой технологии открывает дорогу для получения панорам лунной поверхности, отправки туда автоматических роботов и даже пилотируемой экспедиции. Первоначально разработкой аппаратов Е-6 занималось ОКБ-1, но в 1965 году все АМС были переданы Машиностроительному заводу имени С. А. Лавочкина. По техническому заданию (?) ОКБ-1 в МЗ им. Лавочкина были собраны Е-6 № 11 и № 12 , после чего НПО доработала аппараты Е-6 до Е-6М.
| Аппарат                | Дата запуска | Результат                                                   |
| ---------------------- | ------------ | ----------------------------------------------------------- |
| Е-6 № 1                | —            | Испытательный макет.                                        |
| Е-6 № 2                | 04.01.1963   | АМС утеряна из-за аварии разгонного блока.                  |
| Е-6 № 3                | 03.02.1963   | АМС утеряна из-за аварии ракеты-носителя.                   |
| «Луна-4» (Е-6 № 4)     | 02.04.1963   | АМС не достигла Луны из-за ошибки при коррекции траектории. |
| Е-6 № 6                | 21.03.1964   | АМС утеряна из-за аварии ракеты-носителя.                   |
| Е-6 № 5                | 20.04.1964   | АМС утеряна из-за аварии разгонного блока.                  |
| «Космос-60» (Е-6 № 9)  | 12.03.1965   | АМС утеряна из-за аварии разгонного блока.                  |
| Е-6 № 8                | 10.04.1965   | АМС утеряна из-за аварии ракеты-носителя.                   |
| «Луна-5» (Е-6 № 10)    | 09.05.1965   | АМС не выполнила задачу из-за аварии КТДУ.                  |
| «Луна-6» (Е-6 № 7)     | 08.06.1965   | АМС не выполнила задачу из-за аварии КТДУ.                  |
| «Луна-7» (Е-6 № 11)    | 04.10.1965   | АМС не выполнила задачу из-за аварии КТДУ.                  |
| «Луна-8» (Е-6 № 12)    | 03.12.1965   | АМС не выполнила задачу из-за аварии КТДУ.                  |
| Е-6М № 201             | —            | Испытательный макет.                                        |
| «Луна-9» (Е-6М № 202)  | 31.01.1966   | Миссия успешна.                                             |
| «Луна-13» (Е-6М № 205) | 21.12.1966   | Миссия успешна.                                             |

### Е-6С: Искусственный спутник Луны
| Аппарат                   | Дата запуска | Результат                                              |
| ------------------------- | ------------ | ------------------------------------------------------ |
| Е-6С № 203                | —            | Испытательный макет.                                   |
| «Космос-111» (Е-6С № 204) | 01.03.1966   | АМС не выполнила задачу из-за аварии разгонного блока. |
| «Луна-10» (Е-6С № 206)    | 31.03.1966   | Миссия успешна.                                        |

### Е-6ЛФ: Лунный фотограф
| Аппарат                 | Дата запуска | Результат                       |
| ----------------------- | ------------ | ------------------------------- |
| «Луна-11» (Е-6ЛФ № 101) | 24.08.1966   | Ошибка при ориентации спутника. |
| «Луна-12» (Е-6ЛФ № 102) | 22.10.1966   | Миссия успешна.                 |

### Е-6ЛС: Лунная связь
В рамках пилотируемой лунной программы силами МЗ им. Лавочкина были спроектированы новые аппараты связи Е-6ЛС, которые тестировались в конце 1960-х годов.
| Аппарат                    | Дата запуска | Результат                                  |
| -------------------------- | ------------ | ------------------------------------------ |
| «Космос-159» (Е-6ЛС № 111) | 16.05.1967   | АМС утеряна из-за аварии разгонного блока. |
| Е-6ЛС № 112                | 07.02.1968   | АМС утеряна из-за аварии ракеты-носителя.  |
| «Луна-14» (Е-6ЛС № 113)    | 07.04.1968   | Миссия успешна.                            |

### Е-8: Луноход
| Аппарат                | Дата запуска | Луноход                 | Дата прилунения | Результат                                           |
| ---------------------- | ------------ | ----------------------- | --------------- | --------------------------------------------------- |
| Е-8 № 201              | 19.02.1969   | 8ЕЛ № 201               | —               | Луноход утерян в результате аварии ракеты-носителя. |
| «Луна-17» (Е-8 № 203)  | 10.11.1970   | «Луноход-1» (8ЕЛ № 203) | 17 ноября 1970  | Луноход успешно доставлен на Луну.                  |
| «Луна-21» (Е-8 № 204)  | 08.01.1973   | «Луноход-2» (8ЕЛ № 204) | 15 января 1973  | Луноход успешно доставлен на Луну.                  |
| «Луна-25А» (Е-8 № 205) | —            | «Луноход-3» (8ЕЛ № 205) | —               | Запуск отменён.                                     |

### Е-8ЛС: Тяжёлый спутник Луны
| Аппарат                 | Дата запуска | Результат       |
| ----------------------- | ------------ | --------------- |
| «Луна-19» (Е-8ЛС № 202) | 28.09.1971   | Миссия успешна. |
| «Луна-22» (Е-8ЛС № 220) | 29.05.1974   | Миссия успешна. |

### Е-8-5, Е-8-5М: Доставка лунного грунта
В ноябре 1968 года советское правительство поддержало проект доставки грунта, разрешив изготовление пяти станций Е-8-5, а 8 января 1969 года, после полёта американского космического корабля «Аполлон-8» с астронавтами вокруг Луны, появилось постановление ЦК КПСС и Совета министров СССР № 19-10 «О плане работ по исследованию Луны, Венеры и Марса автоматическими станциями», в котором доставка на Землю образцов лунного грунта была признана «главной задачей» в 1969 году.
| Аппарат                    | Дата запуска | Результат                                              |
| -------------------------- | ------------ | ------------------------------------------------------ |
| Е-8-5 № 402                | 14.06.1969   | АМС утеряна в результате аварии ракеты-носителя.       |
| «Луна-15» (Е-8-5 № 401)    | 13.07.1969   | АМС не выполнила задачу из-за аварии при посадке.      |
| «Космос-300» (Е-8-5 № 403) | 23.09.1969   | АМС не выполнила задачу из-за аварии разгонного блока. |
| «Космос-305» (Е-8-5 № 404) | 22.10.1969   | АМС не выполнила задачу из-за аварии разгонного блока. |
| Е-8-5 № 405                | 06.02.1970   | АМС утеряна в результате аварии ракеты-носителя.       |
| «Луна-16» (Е-8-5 № 406)    | 12.09.1970   | Миссия успешна. Доставлен 101 грамм лунного грунта.    |
| «Луна-18» (Е-8-5 № 407)    | 02.09.1971   | АМС не выполнила задачу из-за аварии при посадке.      |
| «Луна-20» (Е-8-5 № 408)    | 14.02.1972   | Миссия успешна. Доставлено 53 грамма лунного грунта.   |
| «Луна-23» (Е-8-5М № 410)   | 28.10.1974   | АМС не выполнила задачу из-за аварии при посадке.      |
| Е-8-5М № 412               | 16.10.1975   | АМС утеряна в результате аварии ракеты-носителя.       |
| «Луна-24» (Е-8-5М № 413)   | 09.08.1976   | Миссия успешна. Доставлено 170 граммов лунного грунта  |

Суммарно в ходе трёх успешных миссий на Землю было доставлено 324 грамма реголита.

### Российская лунная программа
| Аппарат   | Дата                 | Результат                                                                                     |
| --------- | -------------------- | --------------------------------------------------------------------------------------------- |
| «Луна-25» | 11 августа 2023 года | АМС утеряна, при попытке выйти на предпосадочную орбиту станция разбилась о поверхность Луны. |

#### Планируемые запуски
| Аппарат   | Дата               | Программа |
| --------- | ------------------ | --- |
| «Луна-26» | не ранее 2027 года | Картографирование поверхности Луны. Обеспечение связи со станциями, находящихся на поверхности Луны.          |
| «Луна-27» | не ранее 2028 года | Сбор образцов льда бурением и их анализ. Минилуноход.                                                         |
| «Луна-28» | не ранее 2030 года | Сбор луноходом образцов грунта и льда, добытых другими станциями и доставка их на Землю возвращаемой ракетой. |
| «Луна-29» | не ранее 2030 года | Доставка тяжёлого лунохода                                                                                    |